# HCP 301D
HCP 301D (SU45, SP45, typ 301Db oraz 301Da i 301Dc) – polska uniwersalna lokomotywa spalinowa produkowana w latach 1970–1976 w Zakładach Metalowych im. Hipolita Cegielskiego w Poznaniu dla Polskich Kolei Państwowych jako seria SP45, później przebudowana. Była używana do prowadzenia pociągów pasażerskich na liniach niezelektryfikowanych.

## Historia i eksploatacja
Początkiem serii 45 były budowane w drugiej połowie lat 60. prototypy nowej lokomotywy spalinowej przeznaczonej do pracy na niezelektryfikowanych liniach. Potrzebę takiej konstrukcji uzasadniało stopniowe zmniejszanie się liczby sprawnych parowozów, przy wciąż rosnących potrzebach przewozowych. Pierwszy prototyp oznaczony 301D zakłady HCP zbudowały w 1967, tworząc lokomotywę o mocy 1520 KM z polskim 12-cylindrowym silnikiem 12C22W, zbudowanym na bazie doświadczeń z produkcji mniejszego silnika a8C22 serii SM42. Do 1970 zaprojektowano jeszcze dwa prototypy: 301Da (oznaczony później numerem inwentarzowym 500) i 301Db o mocy 1750 KM, który przeznaczono do produkcji seryjnej i wprowadzenia na PKP jako serii SP45. Kilka najwcześniej wyprodukowanych lokomotyw wyposażono w czuwak aktywny, jednak z braku pieniędzy pozostałe lokomotywy otrzymały czuwaki pasywne.
Zarówno silniki jak i prądnice główne miały być produkowane w Polsce, jednak problemy techniczne wymusiły konieczność zakupu za granicą tych podzespołów do kilku pierwszych egzemplarzy. Docelowo maszyny serii 45 wyposażono w produkowany w zakładach HCP na licencji firmy Fiat silnik 2112SSF.
Egzemplarze z początku produkcji miały fabryczne wady, np. łatwo ulegały wykolejeniom, zaś układ paliwowy stwarzał możliwość pożaru. Z tego powodu w czasie produkcji zakłady HCP wprowadziły wiele poprawek, m.in. sprzęg międzywózkowy, gumowe przewody paliwowe oraz pudło samonośne (ryflowane blachy poszycia).
Na przełomie lat 80. i 90. wprowadzono modyfikację układu ogrzewania pociągu. Kotły parowe starszego typu zastąpiono instalacją do elektrycznego ogrzewania wagonów, wstawiając prądnicę grzewczą LCPb-400 produkowaną przez zakłady Dolmel we Wrocławiu. Głównym powodem  tej zmiany był brak kupowanych za dewizy części do importowanych kotłów ogrzewczych. Dochodziło do sytuacji, gdzie lokomotywy wychodziły z napraw okresowych w sezonie letnim z niesprawnym kotłem ogrzewczym. Dodatkowo, wraz z postępem elektryfikacji stosowanie ogrzewania parowego powodowało kłopoty przy zmianie rodzaju trakcji pociągu. Negatywnym skutkiem tej zmiany było pogorszenie osiągów lokomotywy, gdyż włączone ogrzewanie pobierało 400 kW mocy od silnika spalinowego. Zimą, szczególnie na długich wzniesieniach z cięższymi pociągami załoga pociągu musiała wybierać, czy osiągnąć rozkładową prędkość, czy ogrzewać pociąg. Przy okazji dokonano pewnych przeróbek w innych układach lokomotywy, zaś całą serię przemianowano z SP45 na SU45. Zmiany tej nie należy kojarzyć z przeznaczeniem lokomotywy, gdyż i tak głównym zadaniem serii 45 pozostała praca z pociągami pasażerskimi, choć wraz z elektryfikacją kolejnych linii lokomotywy SU45 były przenoszone na linie niższych kategorii. Ogółem na serię SU45 przebudowano 191 lokomotyw. Pierwszą przebudowaną była SP45-074. Jej modernizację zakończono w dniu 15 stycznia 1988, zmiana oznaczenia na SU45-074 nastąpiła dopiero w dniu 1 stycznia 1992. Ostatnią 191. lokomotywą była SP45-061. Jej modernizację zakończono w dniu 30 września 1997, a zmiana oznaczenia na SU45-061 nastąpiła w listopadzie 1997.
Niektóre lokomotywy typu 301Db serii SP45 wycofano ze służby przed okresem modernizacji na serię SU45:
Egzemplarze, w których nie zmodernizowano ogrzewania i pozostawiono kocioł parowy, skasowano w 1999 roku, po czym pozostały lokomotywy oznaczone wyłącznie jako SU45. Pozostawiono jedynie jedną lokomotywę w skansenie kolejowym w Kościerzynie jako eksponat (SP45-139). Do niedawna SU45 można było spotkać na większości niezelektryfikowanych szlaków w Polsce, zarówno z pociągami osobowymi, jak i pospiesznymi. Nieliczne zostały sprzedane dla użytkowników prywatnych, w tym SU45-141 i 165 dla spółki cywilnej Unikol Railway Workshop z Kostrzyna; 141 później trafiła do spółki S&K Train Transport z Zielonej Góry. 
W ramach ogłoszonego w marcu 2016 przetargu Przewozy Regionalne sprzedały lokomotywę SU45-115 bez ważnego dopuszczenia do ruchu Stowarzyszeniu Kolejowych Przewozów Lokalnych. 20 maja została ona przetransportowana do Pleszewa, gdzie rozpoczęła stacjonowanie oraz oczekiwanie na naprawę wymaganą do przywrócenia jej do eksploatacji.
26 maja 2016 lokomotywa SU45-089 utraciła dopuszczenie do ruchu. Tym samym egzemplarz SU45-079 był jedynym spalinowozem tej serii pozostającym w eksploatacji. Obecnie SU45-079 jest w historycznym zielonym malowaniu i jeździ w KSK Wrocław. Poza nim w stanie czynnym pozostają 2 sztuki spalinowozów tej serii: SU45-194 oraz 301Db-143. Ponadto Stowarzyszenie Miłośników Kolei w Chojnicach przeprowadza naprawę główną lokomotywy SU45-228 celem przywrócenia jej do ruchu.

## Konstrukcja
SU45 jest lokomotywą sześcioosiową o układzie osi Co’Co’ (dwa wózki trzyosiowe). Spawana ostoja wraz z pudłem stanowi konstrukcję samonośną. Dwa skrajne przedziały pudła mieszczą kabiny maszynisty. W przedziale środkowym znajduje się 12-cylindrowy, czterosuwowy, wysokoprężny silnik spalinowy 2112SSF z doładowaniem wraz z prądnicą główną GP-846B1 produkcji Dolmel Wrocław, na licencji Alstom (służącą także jako rozrusznik), zaś w dwóch przedziałach między silnikiem i kabinami, odpowiednio: agregat chłodzący i prądnica do ogrzewania wagonów LCPb-400 o mocy 495kW. Sześć silników trakcyjnych LSa-430 napędza każdą oś lokomotywy. Silniki są zawieszone systemem tramwajowym („za nos”). Pomiędzy wózkami lokomotywy umieszczono skrzynie mieszczące akumulatory oraz zbiorniki wody i paliwa (o pojemności 3500 l), a przeniesienie siły pociągowej i hamowania z wózków na pudło odbywa się za pomocą dźwigni kątowej. Zużycie oleju silnikowego wynosi katalogowo 36 litrów/godzinę, natomiast zużycie paliwa 223 g/kWh (164 g/KMh), co przy mocy znamionowej w warunkach normalnych (1700 KM) daje 279 kg/h. Ze względu na dużą ilość mocy pobieranej z silnika przez instalację grzewczą zimą podczas długich podjazdów pod górę lokomotywa nie miała wystarczająco dużo mocy na jednoczesne utrzymywanie prędkości rozkładowej i na ogrzewanie składu

## Produkcja
Ogółem wyprodukowano 270 lokomotyw tego typu: 
- 1 egzemplarz prototypowy typu 301D, pierwotnie oznaczony SU45-001 (1967), później SP45-001 (1967-197x). Lokomotywa została wyposażona w oryginalne, aerodynamiczne reflektory, które nie wystawały z bryły pojazdu[8]. Prototyp nigdy nie wszedł na stan PKP, pozostawał własnością zakładów HCP. Jego silnik (prototyp typu 12C22W, rozwinięcie a8C22) ulegał częstym awariom. Egzemplarz był używany do ok. 1973, potem przez kilka lat stał na terenie HCP aż do jego zezłomowania. Jedna z mało prawdopodobnych relacji głosi, że na początku lat 70. próbowano przebudowanie 301D do wersji szerokotorowej. W zakładach HCP wspominało się także o pożarze, któremu jakoby uległa lokomotywa. Wnioski z eksploatacji zostały wykorzystane w kolejnych typach (301Da i b).
- 1 egzemplarz prototypowy typu 301Da (silnik typu 2112SSF). Jeszcze bez oznaczeń zaprezentowany w 1968 na XXVII[a] Międzynarodowych Targach Poznańskich (MTP). Oznakowany jako 301Da-002 (1968-1969), później SP45-002 (od lutego 1970), od października 1970 SP45-500 (numer zmieniono w celu zachowania ciągłości z numeracją nowej serii 301Db). W 1971, po trzech latach prób, zakupiony przez PKP. Eksploatowany do lutego 1979 (z dwiema ponadrocznymi przerwami na naprawę w 1972-1973 i 1976-1978), skreślony z ewidencji PKP w 1986. Zezłomowany w 1991. We wspomnieniach drużyn trakcyjnych lokomotywa zapisała się jako bardzo zawodna i uciążliwa w obsłudze.
- 265 egzemplarzy seryjnych typu 301Db (SP45-001 do SP45-265). W 1970 wyprodukowano 6 sztuk, w 1971 10. Pierwsza jazda próbna wykonana 21 lipca 1970, próbna eksploatacja od 13 sierpnia. Seria pojawiła się w planowej obsłudze pociągów pasażerskich wraz z wprowadzeniem nowego rozkładu jazdy 23 maja 1971. Produkcja seryjna od 1972, zakończona w 1976. Pojedyncze lokomotywy były kilkukrotnie prezentowane na targach MTP (wówczas Międzynarodowe Targi Techniczne): 1971 (SP45-008), 1973 (071) i 1975 (177). SP45-134 pokazano na wystawie w Turynie w 1974.
- 3 egzemplarze eksportowe typu 301Dc dla CEL (Chemins de fer l’Etat Libanais – Kolej Libańska), oznaczone początkowo jako 301Dc-225L – 227L (numeracja wynikła z kolejności numerów fabrycznych lokomotyw HCP), później zgodnie z życzeniem odbiorcy oznaczone 1201 – 1203 (w tym samym roku - 1977).